# Arantzazu Amezaga
Arantzazu Ametzaga Iribarren (Buenos Aires, 21 de enero de 1943) es una bibliotecaria y escritora española. Fue la fundadora de la biblioteca del Parlamento Vasco. Ha sido reconocida con el Premio Sabino Arana, entre otros galardones.

## Trayectoria
Nació en Buenos Aires, Argentina. Su madre, Mercedes Iribarren Gorostegi, miembro de una conocida familia de empresarios vascos, y su padre, Bingen Ametzaga Aresti, escritor y político vasco, y se trasladaron a Argentina en el año 1941 durante la Guerra civil española. Cuando tenía nueve meses, su familia se mudó a Montevideo, Uruguay, ciudad donde pasó su infancia. Catorce años después, en 1955, debido a la crisis económica y política de Uruguay, se trasladaron a Caracas, Venezuela.
Ametzaga estudió bibliotecología en la Universidad Central de Venezuela y se licenció en Archivística en 1962, y en Biblioteconomía en 1965. Para financiar sus estudios universitarios trabajó en el archivo de la empresa La Electricidad de Caracas entre 1960 y 1962. Mientras obtenía su título avanzado, trabajó en la Embajada de Estados Unidos en Caracas, implementando el programa Alianza para el Progreso, (ALPRO) establecido por el presidente John F. Kennedy, que ayudó a la creación de bibliotecas y la distribución de libros en América del Sur. En 1968 trabajó en el INVESTI (Instituto de Investigaciones Tecnológicas) de la Universidad Central de Venezuela y, tras la muerte de su padre en 1969, trabajó durante tres años en la Fundación Boulton de Caracas como archivista y bibliotecaria. 
Durante los años en los que vivió en Caracas coincidió con otros emigrantes vascos y fue un miembro activo del Centro Vasco, También colaboró con la emisora vasca de Venezuela, Radio Euskadi.

### Regreso a España
Ametzaga se casó con Pello Irujo Elizalde (1939 –2008) en Caracas en 1965. Sus primeros tres hijos, Xabier, Pello y Mikel, nacieron en Caracas. En 1972 regresaron a España y se instalaron en Pamplona, en la Comunidad Foral de Navarra, donde nació su cuarto hijo, Enekoitz. En este periodo fundó y trabajó como bibliotecaria de la Asociación Bolivariana del País Vasco.
Ametzaga fue la fundadora de la biblioteca del Parlamento Vasco y fue su bibliotecaria principal entre 1980 y 1985. La biblioteca comenzó a funcionar en enero de 1982 como centro de documentación bibliográfica y de archivos sobre temas discutidos en el Parlamento. Ametzaga dividió la biblioteca en dos áreas: el ámbito jurídico con libros de referencia, y un área dedicada a la bibliografía nacional vasca. En 1982 la biblioteca recibió la colección Juan Ramón Urquijo, dotada con numerosos libros sobre la cultura vasca y libros antiguos editados en euskera. En 1984 la biblioteca ya contaba con 11.000 libros, que estaban a disposición de los legisladores, aunque Ametzaga quería abrirla también a los investigadores. Tras obtener la colección Urquijo, Ametzaga dirigió la publicación de seis catálogos bibliográficos de la biblioteca, un hito en la historia de la bibliografía en el País Vasco.
Aunque hizo una importante contribución a la cultura vasca, Ametzaga no aprendió el idioma vasco en su niñez (su padre hablaba ocho idiomas y tradujo muchos clásicos de la literatura mundial al euskera, pero su madre nunca aprendió euskera). A su regreso a España y al País Vasco, Ametzaga estudió el idioma euskera. Sus cuatro hijos hablan euskera.

### Vida política
Los primeros años de la transición española tras la muerte del dictador Francisco Franco, Ametzaga fue muy activa en la política. Tras una pausa en la política activa en 1985, volvió a la política en 1998. De 2007 a 2011 fue concejala del Valle de Egüés en representación del grupo Nafarroa Bai, coalición de nacionalistas vascos y partidos de izquierda, y de 2015 a 2019 fue miembro del Ayuntamiento de Alzuza.

## Reconocimientos
En 2015 fue reconocida con el Premio Sabino Arana. Al año siguiente, recogió el Premio Manuel Irujo. En 2017 le fue entregado en Azpeitia el Premio Nabarralde, que tiene como objetivo reconocer a personas y organizaciones que hayan destacado en la defensa y recuperación de la cultura, la memoria y el patrimonio.

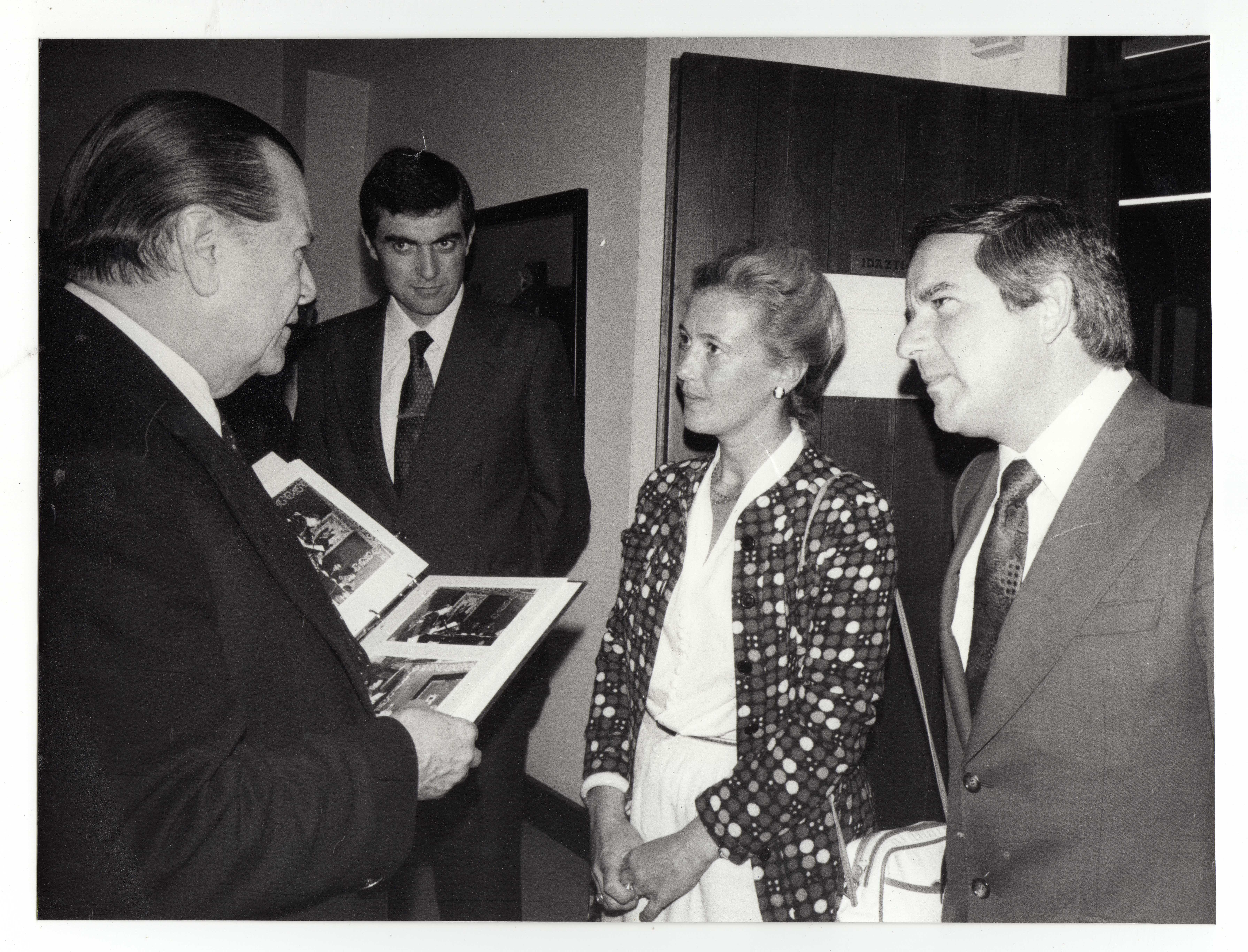
Arantzazu Ametzaga con Pello Irujo y Rafael Caldera, presidente de Venezuela

## Obra
Las obras de Ametzaga incluyen:
- 1972. Chispas de felicidad. Caracas: Tales for children. OCLC 253436085.
- 1981. La Mujer Vasca. Bilbao: Geu. ISBN 978-8485328116.
- 1981. Crónicas del Alsina. ISBN 978-9505152421.
- 1980-1985. Seis catálogos bibliográficos del parlamento vasco (Six bibliographic catalogs of the Basque parliament). Vitoria-Gasteiz: Basque Parliament.
- 1985. Bustiñaga. Bilbao. ISBN 978-8475470344.
- 1993. Vicente Amezaga. Nostalgia. Vitoria-Gasteiz: Basque Government, 2 vols. ISBN 978-8480460118.
- 1999. Manuel Irujo. Un hombre vasco. Bilbao: Fundación Sabino Arana. ISBN 978-8488379429.
- 2000. Veinticinco Cartas para una Guerra. Donostia: Tratado ISBN 84-8091-681-8.
- 2003. Rebelión contra la Guipuzcoana. Donostia: Ttarttalo. ISBN 978-8480918602.
- 2004. Vademecum. Donostia: Ttarttalo. ISBN 978-8480919302.
- 2006. Paraquaria. Donostia: Ttarttalo. ISBN 978-8498430028.
- 2008. Niebla de batallas. Donostiarra: Ttarttalo. ISBN 978-8498435092.
- 2009. La Txalupa de Radio Euzkadi. Semblanza de Pello Irujo. Vitoria-Gasteiz: Gobierno Vasco. ISBN 978-8445728758.
- 2009. Memorias de Montevideo. Donostia: Saturraran. ISBN 978-8461339631.
- 2011. El Manuscrito de Carlomagno. Madrid: PR Ediciones. ISBN 978-8415092483.
- 2013. 1512. La conquista de un reino. Madrid: Libros en Red, 2013. ISBN 978-1597549141.
- 2015. 778. Orreaga: El nacimiento de un reino. San Sebastián: Vaccine. ISBN 978-8471485601.
- 2016. Contraviaje: De Nueva York a Gernika pasando por Berlín. Buenos Aires: Ekin. ISBN 9780996781008.
- 2016. Pólvora y Azafrán. San Sebastián: Vaccine. ISBN 978-8471485694.
- 2018. Irujo. Una familia vasca. Donostia: Elkar. ISBN 978-8409066582.
- 2018. Maria Ana Bidegaray. Montevideo: Library of the Basque Country. ISBN 978-1727846249.

Además, ha escrito más de 500 artículos en diversos medios, tanto en Caracas como a su regreso del exilio. Ha sido colaboradora habitual del Diario de Noticias de Navarra y de Navarralde, Jazoera y Eusko Kultura, y también escribe para periódicos online de Uruguay y Argentina.